# つつじが丘 (金沢市)
つつじが丘（つつじがおか）は、石川県金沢市の町名。郵便番号は921-8103。

## 概要
つつじが丘は、野田町・大桑町に囲まれている。

## 歴史
- 1966年（昭和41年）2月5日 - 大桑町第一土地区画整理事業の換地処分実施により、大桑町の一部から成立。

## 小中学校の校区
公立小学校に通う場合は十一屋小学校、公立中学校に通う場合は野田中学校に通う。

## 施設
- つつじが丘公園